# (20369) 1998 KE16
A (20369) 1998 KE16 a Naprendszer kisbolygóövében található aszteroida. A LINEAR projekt keretében fedezték fel 1998. május 22-én.